# Umgi
umgi — інвестиційна компанія з ринковою вартістю активів в 500 млн дол. США, що працює за моделлю private equity, заснована у 2006 році міжнародною інвестиційною компанією «System Capital Management» (SCM). umgi інвестує у підприємства середнього бізнесу, сприяючи їхньому розвитку та зростанню вартості бізнесу. Станом на грудень 2024 року портфель компанії включає 8 активів у семи країнах, зосереджених у сферах зеленої економіки, видобутку корисних копалин, виробництва промислових товарів та індустріальних послуг. 
umgi має офіси в Києві, Варшаві, а також на Кіпрі та в Іспанії. Інвестиційна команда об’єднує 20 досвідчених професіоналів. Компанія досліджує нові бізнес-можливості на ринках України, ЄС, Туреччини та Індії що працюють у сферах управління відходами, видобутку промислових корисних копалин, охорони здоров’я й діагностики, енергетичної трансформації, виробництва апаратного забезпечення для AI та іншого індустріального виробництва. umgi прагне стати інвестиційним мостом між Україною та іншими країнами, який сприяє поширенню високих етичних і професійних стандартів, розвитку транскордонної співпраці та формуванню глобально інтегрованої інвестиційної екосистеми.

## Історія
У 2006 році українська багатогалузева група «System Capital Management» заснувала промислово-інвестиційний холдинг United Minerals Group (UMG) для управління глиновидобувними підприємствами SCM.
До 2012 року UMG розширив свій гірничодобувний портфель, додавши в активи флюсо-доломітні підприємства ПрАТ «Докучаєвський флюсо-доломітний комбінат» і ПрАТ «Новотроїцьке рудоуправління».  У 2012 році UMG також запустив новий бізнес-напрям по реалізації побічних продуктів згоряння вугілля (золошлакові матеріали, або ‍ЗШМ) з українських теплоелектростанцій та інвестував у greenfield-проєкт зі створення фабрики зі збагачення мікросфери.
У 2013 році UMG запустив нові бізнес-напрями з продажу мінеральних добрив і промислової логістики, створивши компанію INTECH.
У 2015 році UMG запустив два нові бізнеси з гуртового продажу й експорту аграрної продукції, та бізнес із перероблення та продажу рідкісних і технічних газів, створивши у 2016 році компанію РТГ (зараз — ARNOX).
UMG у 2016 році трансформувався в інвестиційну компанію, що працює за моделлю private equity, з 6 активами, розташованими в Україні, та сукупною вартістю бізнесу в 400 млн дол. США та змінив свою назву на UMG Investments.
У 2017 році компанія інвестувала в реалізацію greenfield-проєкту зі створення заводу з виробництва мінеральних добрив («Українські мінеральні добрива», або УМД). Того ж року UMG Investments розпочала бізнес з реалізації та перероблення побічних продуктів металургійних підприємств. У 2017 році портфельна компанія INTECH стала керуючою компанією для активів UMG Investments у сферах виробництва промислових товарів і надання промислових послуг. Компанія втратила бізнес контроль над бізнесом із видобутку доломіту через окупацію частини Донецької та Луганської областей російськими військами.
У 2018 році UMG Investments розширила свій індустріальний портфель, додавши до нього підприємство з ведення вибухових робіт в Україні — ПАТ «ПВП „Кривбасвибухпром“». Того ж року бізнеси з перероблення побічних продуктів теплоенергетики та металургії були об’єднані в окрему портфельну компанію Recycling Solutions. UMG Investments також інвестував у реалізацію greenfield-проєкту із когенерації шахтного метану (REGEN).
Вартість активів під управлінням компанії перевищила 500 млн дол. США у 2019 році.
У 2020 році UMG Investments додала до свого індустріального портфеля найбільшого логістичного гравця в Україні — групу компаній Portinvest. Того ж року компанія інвестувала в greenfield-проєкт зі створення найбільшого виробника кормових добавок в Україні — Feednova. Бізнес із виробництва товарів для металургії виокремився в окрему портфельну компанію INWIRE.
У 2021 році UMG Investments розширила портфель видобувного бізнесу через набуття контролю над АТ «Часівоярський вогнетривкий комбінат».
На початок 2022 року вартість активів UMG Investments досягла 1 млрд дол. США. Компанія володіла 12 активами в Україні, Іспанії та Італії, Компанія втратила контроль над бізнесом із видобутку вапняків через окупацію території російськими військами.
У 2023 році UMG Investments змінила назву на umgi та провела ребрендинг.
Станом на 2025 рік під управлінням umgi 8 активів, 7 країн присутності активів (Україна, Польща, Іспанія, Італія, Туреччина, Румунія, Сербія), офіси компанії в Україні, Польщі, Іспанії та на Кіпрі. Кількість співробітників — більше 1100, включно з портфельними компаніями. Портфель з бізнесами у сфері зеленої економіки перейшов під операційне управління в компанію INTECH.

## Інвестиційна діяльність
umgi працює за моделлю private equity, що передбачає вхід у капітал існуючих підприємств середньої капіталізації для реалізації стратегії зростання цих бізнесів або органічно, або через консолідацію. umgi має гнучкість у виборі своєї участі в активі, в який інвестує, і може бути як мажоритарним, так і міноритарним інвестором. Стандартна інвестиція складає 10–‍30 млн дол. США. Водночас umgi готова розглядати свою участь, починаючи з 2 млн дол. США і при необхідності інвестувати понад 30 млн дол. США.
Кінцева мета — зростання вартості бізнесу і продаж або більшим за розміром капіталу інвестиційним компаніям, або стратегічним гравцям. Компанія не інвестує у стартап-проєкти та співпрацює з підприємствами, що потребують додаткового equity фінансування та зовнішньої експертизи для виходу на новий виток свого розвитку.
Інвестиційна команда umgi займається пошуком нових інвестиційних можливостей на ринках України, ЄС, Туреччини та Індії в підприємства, що працюють що працюють у сферах управління відходами, видобутку промислових корисних копалин, охорони здоров’я й діагностики, енергетичної трансформації, виробництва апаратного забезпечення для AI та іншого індустріального виробництва.
Для інвесторів, які розглядають Україну як ринок для капіталовкладень і потребують глибшого розуміння місцевого ринку та конкурентного середовища, umgi може виступити інвестиційним радником (IB) в угодах M&A та локальним міноритарним співінвестором. Компанія допомагає аналізувати ринкове середовище та конкурентну ситуацію. У випадку угод зі злиття та поглинання в Україні umgi сприяє проведенню переговорів, залученню консультантів для процесу due diligence, оцінці активів та іншим супровідним процесам.
Для українських інвесторів, які прагнуть масштабувати свій бізнес, umgi пропонує підтримку через глобальну мережу офісів, використовуючи експертизу та налагоджені партнерські відносини на різних ринках. Також компанія допомагає розвивати бізнеси портфельних компаній у Польщі, Румунії, Іспанії, Італії, Туреччині та Індії завдяки локальним командам umgi, що працюють у цих країнах.

## Інвестиції ESG
umgi сприяє розвитку циркулярної та зеленої економіки в країнах, де вона представлена та інвестує в проєкти ESG.
- umgi створила одну з найбільших переробних компаній в Україні, яка управляє побічними продуктами теплової енергетики та металургії — Recycling Solutions.
- Regen займається утилізацією промислових газів і виробництвом електро- і теплової енергії. Компанія реалізує проєкти когенерації, використовуючи шахтний метан, коксовий, доменний, конвертерний, попутний нафтовий і звалищний газ.[22]
- umgi інвестувала у створення провідного переробника та виробника високоякісних тваринних білків в Україні. Feednova виробляє високопротеїнові кормові добавки, приймаючи та переробляючи побічні продукти тваринного походження. Це перший в Україні завод, що працює із зовнішніми постачальниками сировини, зокрема аграрними підприємствами.[23][24]
- Arnox є оператором із перероблення та реалізації рідкісних і технічних газів, серед яких аргон, азот, кисень, ксенон, криптон і неон.[25]
- Українські мінеральні добрива спеціалізуються на виробництві гранульованого сульфату амонію, побічного продукту коксохімічної галузі.[26]

Портфельні компанії umgi дотримуються принципів ESG. Інвестиції спрямовуються на послуги із благоустрою та розвиток соціально-значущих інфраструктурних об'єктів; підтримку закладів охорони здоров'я та популяризацію здорового способу життя; покращення матеріально-технічної бази дошкільних і навчальних закладів і реалізацію екологічних та освітніх проєктів.
Також у компанії діє Кодекс етики, що визначає основні принципи етичної поведінки та корпоративних стандартів, яких мають дотримуватися співробітники. Для забезпечення прозорості та дотримання норм внутрішньої етики в компанії функціонує Лінія довіри — механізм, що дозволяє повідомляти про можливі порушення законодавства, етичних норм або стандартів корпоративної поведінки. Співробітники та інші зацікавлені сторони можуть звертатися до Лінії довіри щодо питань охорони праці, екологічних стандартів, випадків неналежної поведінки, дискримінації чи корупції.

## Активи

### Промисловий портфель

#### INTECH
Група компаній, що спеціалізується на виробництві промислових товарів і послуг для підприємств. Основні напрями діяльності: залізнична логістика та операційний супровід бізнесів у сферах виробництва компонентів для металургійної галузі, морської логістики, промислових вибухових робіт і ресайклінгу промислових відходів і побічних продуктів. Компанія працює на ринку з 2013 року. 

#### INWIRE
Група компаній INWIRE є одним із найбільших виробників і постачальників порошкового дроту та брикетів для металургійних і ливарних заводів у регіоні EMEA. Продукція компанії постачається у 10 країн світу. Виробничі потужності розташовані в Україні та Туреччині. 

#### PORTINVEST LOGISTIC
Компанія спеціалізується на транспортно-експедиторських і митно-брокерських послугах. Займається морськими, річковими та залізничними перевезеннями, агентуванням морських суден тощо. Є одним із ключових гравців логістичного ринку України. Також PortInvest реалізує інвестиційні проєкти у сфері морської логістики. Працює на ринку з 2010 року. 

#### ПАТ «ПВП „Кривбасвибухпром“»
Одне з найбільших підприємств в Україні, що займається вибуховими роботами та виробництвом емульсійних вибухових речовин для гірничо-збагачувальних комбінатів. Станом на 2024 рік персонал ПАТ «ПВП „Кривбасвибухпром“» налічував більше 300 спеціалістів. 

#### Recycling Solutions
Українська група компаній зі стратегічного керування побічними продуктами та відходами. Діяльність зосереджена на забезпеченні циклічного використання природних ресурсів і відходів промисловості, з увагою до довкілля та поліпшення екології. Підприємство є комплексним оператором із керування вторинними ресурсами для вугільної, металургійної та теплоенергетичної галузей України. Напрями діяльності: перероблення та продаж золошлакових матеріалів і металургійних шлаків.

##### ARNOX
Комплексний оператор із перероблення та продажу рідкісних і технічних газів. ARNOX реалізує окремі види газів і газових сумішей, розробляє та впроваджує інсталяційні проєкти, комплексно забезпечує підприємства промисловими газами для їхньої безперебійної роботи. Компанія працює з такими газами, як аргон, азот, кисень, ксенон, криптон та неон. ARNOX постачає продукцію у понад 20 країн для ключових світових гравців у виробництві електроніки, космічній галузі, наукових дослідженнях, медицині та фармацевтиці. Компанія створена у 2016 році. 

#### «Українські мінеральні добрива»
Підприємство «Українські мінеральні добрива» засновано у 2017 році. Компанія створила комплекс із перероблення та зберігання мінеральних добрив у м. Кривий Ріг (Дніпропетровська область). Основний продукт — гранульований сульфат амонію. Виробничі потужності підприємства можуть сягати 100 тис. тонн готової продукції на рік.

#### Feednova
Виробник високопротеїнових кормових добавок. Перший в Україні завод, що приймає та переробляє сировину від зовнішніх постачальників — аграрних підприємств. Компанія надає послуги зі збору, транспортування, підготовки та перероблювання побічних продуктів тваринного походження. Feednova є інвестиційним проєктом групи компаній «Ефективні інвестиції» у партнерстві з нідерландською компанією Mada Participations B.V. та інвестиційною компанією umgi.

#### REGEN
Промислова компанія, що надає послуги утилізації непрямих газів і виробництва електро- та теплової енергії для підприємств. Компанія спеціалізується на розробленні та впровадженні проєктів із застосуванням сучасних технологій когенерації на основі шахтного метану, коксового, доменного, конвертерного, попутного нафтового та звалищних газів. Із моменту свого заснування REGEN перетворила на електроенергію майже 3 тис. тонн шахтного метану. Підприємство створено у 2018 році.

### Гірничо-добувний портфель

#### VESCO
Група компаній, яка є одним зі світових лідерів з видобутку та постачання керамічної сировини. Має підприємства в Україні, Іспанії, Румунії, Італії, Польщі, Сербії. Загальна виробнича потужність із видобутку керамічної сировини сягає показників 3,5 млн тонн на рік. Продукція постачається в більш ніж 10 країн світу.

## Зовнішні посилання
- Сайт umgi
- Сайт INTECH
- Сайт INWIRE
- Сайт PORTINVEST LOGISTIC
- Сайт ПАТ «ПВП „Кривбасвибухпром“»
- Сайт Recycling Solutions
- Сайт ARNOX
- Сайт «Українські мінеральні добрива»
- Сайт Feednova
- Сайт VESCO